# Vito Rizzuto
Vito Rizzuto (21 de febrero de 1946 - 23 de diciembre de 2013) fue acusado de ser el jefe principal de la mafia siciliana en Canadá. Dirigió a la notoria familia mafiosa Rizzuto, con sede en Montreal.

## Familia
Vito Rizzuto nació en Cattolica Eraclea, Sicilia, Italia, el 21 de febrero de 1946, y fue llevado a Montreal por sus padres en 1954. Vito fue el primer hijo de Nicolo "Nick" Rizzuto y su esposa, Libertina Manno. Vito fue nombrado en honor del padre de Nick, que fue asesinado en Patterson, Nueva York cuando Nick solo tenía nueve años. Nick más tarde sería asesinado también, por la bala de un solo francotirador mientras cenaba con su familia en noviembre de 2010.

## Muerte
El 23 de diciembre de 2013, Rizzuto murió de causas naturales en un hospital de Montreal. Tenía 67 años de edad.
La teleserie francesa “Bad Blood” (2017) recreó los hechos históricos.